# Rebecca Brown
Rebecca Brown (San Diego, 1956) is een Amerikaans schrijver. Ze staat bekend als een writers' writer, een auteur die geliefd is bij andere auteurs, al schreef ze ook een bestseller die in meerdere talen is vertaald, The Gifts of the Body (1994). Brown is gevestigd in Seattle en is lesbisch.